# Liste der denkmalgeschützten Objekte in Levoča/P–V
Die Liste der denkmalgeschützten Objekte in Levoča/P–V enthält die 103 nach slowakischen Denkmalschutzvorschriften geschützten Objekte in der Gemeinde Levoča im Okres Levoča im Bereich der Straßen, die mit den Buchstaben von P bis V beginnen, sowie in der Katastralgemeinde Závada.

## Denkmäler
| Foto |                 | Denkmal / č. ÚZPF                                              | Standort / Konskr. Nr.                                | Offizielle Beschreibung                               | Beschreibung | Metadaten                                                                      |
| ---- | --------------- | -------------------------------------------------------------- | ----------------------------------------------------- | ----------------------------------------------------- | --- | ------------------------------------------------------------------------------ |
|      | Datei hochladen | Denkmal(sk) ObjektID: 704-1605/0                               | Prešovská cesta KG: Levoča Konskr.Nr.:                | padlí v SNP + sov.voj.; čsl.,sov.,francúz.bojovníci   | für die Gefallenen des Nationalaufstandes, sowjetische Soldaten, tschechische, sowjetische und französische Kämpfer | č. NKP: 704-1605/0 Stand des NKP: 2012-02-08 Name: POMNÍK                      |
|      | Datei hochladen | Denkmal(sk) ObjektID: 704-1609/0                               | Prešovská cesta KG: Levoča Konskr.Nr.:                | padlí v II.sv.v.; mohyla s krížom a reliéf.hlavy      | für die Gefallenen des WK II, Steinhaufen mit einem Kreuz und Kopfrelief                                            | č. NKP: 704-1609/0 Stand des NKP: 2012-02-08 Name: POMNÍK                      |
| BW   | Datei hochladen | Brennerei(sk) ObjektID: 704-4441/1                             | Pri likérke ul. 1 Standort KG: Levoča Konskr.Nr.:     | solitér                                               | | č. NKP: 704-4441/1 Stand des NKP: 2012-02-08 Name: LIEHOVAR                    |
| BW   | Datei hochladen | Friedhof(sk) ObjektID: 704-3055/1                              | Probstnerova cesta Standort KG: Levoča Konskr.Nr.:    | ev.a.v.                                               | evangelischer | č. NKP: 704-3055/1 Stand des NKP: 2012-02-08 Name: CINTORÍN                    |
| BW   | Datei hochladen | Grabkapelle G. Herrmann(sk) ObjektID: 704-3055/2               | Probstnerova cesta Standort KG: Levoča Konskr.Nr.:    | ev.a.v.,Herrmann Gustáv; pohrebná kaplnka G.Herrmanna | evangelische Grabkapelle Gustáv Herrmann                                                                            | č. NKP: 704-3055/2 Stand des NKP: 2012-02-08 Name: KAPLNKA POHREBNÁ            |
|      | Datei hochladen | Tor(sk) ObjektID: 704-3055/3                                   | Probstnerova cesta KG: Levoča Konskr.Nr.:             | murovaná; portál                                      | | č. NKP: 704-3055/3 Stand des NKP: 2012-02-08 Name: BRÁNA                       |
|      | Datei hochladen | Grabstein mit Kreuz und Statue(sk) ObjektID: 704-3055/4        | Probstnerova cesta KG: Levoča Konskr.Nr.:             | mramor; rod.Seeliger                                  | der Familie Seeliger                                                                                                | č. NKP: 704-3055/4 Stand des NKP: 2012-02-08 Name: NÁHROBNÍK S KRÍŽOM A SOCHOU |
|      | Datei hochladen | Grabstein mit Statue(sk) ObjektID: 704-3055/5                  | Probstnerova cesta KG: Levoča Konskr.Nr.:             | pieskovec; Žigmund Gőrgey,kráľ.kapitán                | des Žigmund Gőrgey, königlicher Hauptmann                                                                           | č. NKP: 704-3055/5 Stand des NKP: 2012-02-08 Name: NÁHROBNÍK S VÁZOU A SOCHOU  |
|      | Datei hochladen | Grabstein mit Statue(sk) ObjektID: 704-3055/6                  | Probstnerova cesta KG: Levoča Konskr.Nr.:             | pieskovec; rod.Marschalko                             | der Familie Marschalko                                                                                              | č. NKP: 704-3055/6 Stand des NKP: 2012-02-08 Name: NÁHROBNÍK SO SOCHOU         |
|      | Datei hochladen | Grabdenkmal mit Statue(sk) ObjektID: 704-3055/7                | Probstnerova cesta KG: Levoča Konskr.Nr.:             | pieskovec; sediaca žena pod blokom s vázo             | sitzende Frau unter Block mit Vase                                                                                  | č. NKP: 704-3055/7 Stand des NKP: 2012-02-08 Name: NÁHROBNÍK S VÁZOU A SOCHOU  |
|      | Datei hochladen | Grab und Grabstein(sk) ObjektID: 704-3055/8                    | Probstnerova cesta KG: Levoča Konskr.Nr.:             | Hlaváček Michal; 1803-1885,pedagóg                    | des Michal Hlaváček, Lehrer                                                                                         | č. NKP: 704-3055/8 Stand des NKP: 2012-02-08 Name: HROB S NÁHROBKOM            |
|      | Datei hochladen | Krankenhaus(sk) ObjektID: 704-3058/1                           | Probstnerova cesta 6 KG: Levoča Konskr.Nr.: 3082      | solitér; Probstnerova nemocnica,P.kúria               | Villa Probstnerov                                                                                                   | č. NKP: 704-3058/1 Stand des NKP: 2012-02-08 Name: NEMOCNICA                   |
|      | Datei hochladen | Pavillon(sk) ObjektID: 704-3058/2                              | Probstnerova cesta 6 KG: Levoča Konskr.Nr.: 3103      | solitér; nemocnica-chirurgia                          | Chirurgie | č. NKP: 704-3058/2 Stand des NKP: 2012-02-08 Name: PAVILÓN                     |
|      | Datei hochladen | Wirtschaftsgebäude(sk) ObjektID: 704-2872/2                    | Ružová ul. KG: Levoča Konskr.Nr.:                     | murovaná                                              | | č. NKP: 704-2872/2 Stand des NKP: 2012-02-08 Name: STAVBA HOSPODÁRSKA          |
| ja   | Datei hochladen | Brauerei(sk) ObjektID: 704-2794/2                              | Špitálska ul. Standort KG: Levoča Konskr.Nr.: 297     | prejazdový,nárožný; pivovar so skladom                | Eckhaus, Passage, Lagerbrauerei                                                                                     | č. NKP: 704-2794/2 Stand des NKP: 2012-02-08 Name: PIVOVAR                     |
| ja   | Datei hochladen | Bürgerhaus(sk) ObjektID: 704-3026/0                            | Špitálska ul. 4 Standort KG: Levoča Konskr.Nr.: 314   | prejazdový,radový                                     | Reihenhaus, Passage                                                                                                 | č. NKP: 704-3026/0 Stand des NKP: 2012-02-08 Name: DOM MEŠTIANSKY              |
| ja   | Datei hochladen | Bürgerhaus(sk) ObjektID: 704-3027/0                            | Špitálska ul. 5 Standort KG: Levoča Konskr.Nr.: 315   | prejazdový,radový                                     | Reihenhaus, Passage                                                                                                 | č. NKP: 704-3027/0 Stand des NKP: 2012-02-08 Name: DOM MEŠTIANSKY              |
| ja   | Datei hochladen | Bürgerhaus(sk) ObjektID: 704-3028/0                            | Špitálska ul. 6 Standort KG: Levoča Konskr.Nr.: 316   | prejazdový,radový                                     | Reihenhaus, Passage                                                                                                 | č. NKP: 704-3028/0 Stand des NKP: 2012-02-08 Name: DOM MEŠTIANSKY              |
| ja   | Datei hochladen | Bürgerhaus(sk) ObjektID: 704-3029/0                            | Špitálska ul. 7 Standort KG: Levoča Konskr.Nr.: 317   | prejazdový,radový                                     | Reihenhaus, Passage                                                                                                 | č. NKP: 704-3029/0 Stand des NKP: 2012-02-08 Name: DOM MEŠTIANSKY              |
| ja   | Datei hochladen | Bürgerhaus(sk) ObjektID: 704-3030/0                            | Špitálska ul. 8 Standort KG: Levoča Konskr.Nr.: 318   | prejazdový,radový                                     | Reihenhaus, Passage                                                                                                 | č. NKP: 704-3030/0 Stand des NKP: 2012-02-08 Name: DOM MEŠTIANSKY              |
| ja   | Datei hochladen | Bürgerhaus(sk) ObjektID: 704-3031/0                            | Špitálska ul. 9 Standort KG: Levoča Konskr.Nr.: 319   | prejazdový,radový                                     | Reihenhaus, Passage                                                                                                 | č. NKP: 704-3031/0 Stand des NKP: 2012-02-08 Name: DOM MEŠTIANSKY              |
| ja   | Datei hochladen | Bürgerhaus(sk) ObjektID: 704-3032/0                            | Špitálska ul. 10 Standort KG: Levoča Konskr.Nr.: 320  | prejazdový,radový                                     | Reihenhaus, Passage                                                                                                 | č. NKP: 704-3032/0 Stand des NKP: 2012-02-08 Name: DOM MEŠTIANSKY              |
| BW   | Datei hochladen | Bürgerhaus(sk) ObjektID: 704-3033/0                            | Špitálska ul. 11 Standort KG: Levoča Konskr.Nr.: 321  | prejazdový,radový                                     | Reihenhaus, Passage                                                                                                 | č. NKP: 704-3033/0 Stand des NKP: 2012-02-08 Name: DOM MEŠTIANSKY              |
| BW   | Datei hochladen | Bürgerhaus(sk) ObjektID: 704-3034/0                            | Špitálska ul. 12 Standort KG: Levoča Konskr.Nr.: 322  | priechodový,radový                                    | Reihenhaus, Passage                                                                                                 | č. NKP: 704-3034/0 Stand des NKP: 2012-02-08 Name: DOM MEŠTIANSKY              |
| BW   | Datei hochladen | Bürgerhaus(sk) ObjektID: 704-3035/0                            | Špitálska ul. 13 Standort KG: Levoča Konskr.Nr.: 323  | priechodový,radový                                    | Reihenhaus, Passage                                                                                                 | č. NKP: 704-3035/0 Stand des NKP: 2012-02-08 Name: DOM MEŠTIANSKY              |
| BW   | Datei hochladen | Bürgerhaus(sk) ObjektID: 704-3036/0                            | Špitálska ul. 14 Standort KG: Levoča Konskr.Nr.: 324  | priechodový,radový                                    | Reihenhaus, Passage                                                                                                 | č. NKP: 704-3036/0 Stand des NKP: 2012-02-08 Name: DOM MEŠTIANSKY              |
| BW   | Datei hochladen | Bürgerhaus(sk) ObjektID: 704-3037/0                            | Špitálska ul. 15 Standort KG: Levoča Konskr.Nr.: 325  | sieňový,radový; sieňový dom s priechodom              | Reihenhaus, Vorhof, Passage                                                                                         | č. NKP: 704-3037/0 Stand des NKP: 2012-02-08 Name: DOM MEŠTIANSKY              |
| BW   | Datei hochladen | Bürgerhaus(sk) ObjektID: 704-3038/0                            | Špitálska ul. 16 Standort KG: Levoča Konskr.Nr.: 326  | priechodový,nárožný                                   | Eckhaus, Passage | č. NKP: 704-3038/0 Stand des NKP: 2012-02-08 Name: DOM MEŠTIANSKY              |
| BW   | Datei hochladen | Bürgerhaus(sk) ObjektID: 704-3039/0                            | Špitálska ul. 17 Standort KG: Levoča Konskr.Nr.: 327  | prejazdový,nárožný                                    | Eckhaus, Passage | č. NKP: 704-3039/0 Stand des NKP: 2012-02-08 Name: DOM MEŠTIANSKY              |
| ja   | Datei hochladen | Bürgerhaus(sk) ObjektID: 704-3040/0                            | Špitálska ul. 18 Standort KG: Levoča Konskr.Nr.: 328  | priechodový,radový                                    | Reihenhaus, Passage                                                                                                 | č. NKP: 704-3040/0 Stand des NKP: 2012-02-08 Name: DOM MEŠTIANSKY              |
| BW   | Datei hochladen | Bürgerhaus(sk) ObjektID: 704-3041/0                            | Špitálska ul. 19 Standort KG: Levoča Konskr.Nr.: 329  | priechodový,radový                                    | Reihenhaus, Passage                                                                                                 | č. NKP: 704-3041/0 Stand des NKP: 2012-02-08 Name: DOM MEŠTIANSKY              |
| BW   | Datei hochladen | Bürgerhaus(sk) ObjektID: 704-3042/0                            | Špitálska ul. 20 Standort KG: Levoča Konskr.Nr.: 330  | priechodový,radový                                    | Reihenhaus, Passage                                                                                                 | č. NKP: 704-3042/0 Stand des NKP: 2012-02-08 Name: DOM MEŠTIANSKY              |
| BW   | Datei hochladen | Bürgerhaus(sk) ObjektID: 704-3043/0                            | Špitálska ul. 21 Standort KG: Levoča Konskr.Nr.: 331  | priechodový,radový                                    | Reihenhaus, Passage                                                                                                 | č. NKP: 704-3043/0 Stand des NKP: 2012-02-08 Name: DOM MEŠTIANSKY              |
| BW   | Datei hochladen | Bürgerhaus(sk) ObjektID: 704-3044/0                            | Špitálska ul. 22 Standort KG: Levoča Konskr.Nr.: 332  | prejazdový,radový                                     | Reihenhaus, Passage                                                                                                 | č. NKP: 704-3044/0 Stand des NKP: 2012-02-08 Name: DOM MEŠTIANSKY              |
| BW   | Datei hochladen | Bürgerhaus(sk) ObjektID: 704-3045/0                            | Špitálska ul. 23 Standort KG: Levoča Konskr.Nr.: 333  | priechodový,radový                                    | Reihenhaus, Passage                                                                                                 | č. NKP: 704-3045/0 Stand des NKP: 2012-02-08 Name: DOM MEŠTIANSKY              |
| BW   | Datei hochladen | Bürgerhaus(sk) ObjektID: 704-3046/0                            | Špitálska ul. 24 Standort KG: Levoča Konskr.Nr.: 334  | prejazdový,radový                                     | Reihenhaus, Passage                                                                                                 | č. NKP: 704-3046/0 Stand des NKP: 2012-02-08 Name: DOM MEŠTIANSKY              |
| BW   | Datei hochladen | Bürgerhaus(sk) ObjektID: 704-3047/0                            | Špitálska ul. 25 Standort KG: Levoča Konskr.Nr.: 335  | priechodový,radový                                    | Reihenhaus, Passage                                                                                                 | č. NKP: 704-3047/0 Stand des NKP: 2012-02-08 Name: DOM MEŠTIANSKY              |
| BW   | Datei hochladen | Bürgerhaus(sk) ObjektID: 704-3048/0                            | Špitálska ul. 26 Standort KG: Levoča Konskr.Nr.: 336  | prejazdový,radový                                     | Reihenhaus, Passage                                                                                                 | č. NKP: 704-3048/0 Stand des NKP: 2012-02-08 Name: DOM MEŠTIANSKY              |
| BW   | Datei hochladen | Bürgerhaus(sk) ObjektID: 704-3049/0                            | Špitálska ul. 27 Standort KG: Levoča Konskr.Nr.: 337  | prejazdový,radový                                     | Reihenhaus, Passage                                                                                                 | č. NKP: 704-3049/0 Stand des NKP: 2012-02-08 Name: DOM MEŠTIANSKY              |
| ja   | Datei hochladen | Bürgerhaus(sk) ObjektID: 704-10236/1                           | Špitálska ul. 33 Standort KG: Levoča Konskr.Nr.: 343  | priechodový,nárožný                                   | Eckhaus, Passage | č. NKP: 704-10236/1 Stand des NKP: 2012-02-08 Name: DOM MEŠTIANSKY             |
| ja   | Datei hochladen | Bürgerhaus(sk) ObjektID: 704-3024/0                            | Uhoľná ul. 1 Standort KG: Levoča Konskr.Nr.: 135      | sieňový,nárožný; dom s podjazdom                      | Eckhaus, Vorhof, Haus mit Unterführung                                                                              | č. NKP: 704-3024/0 Stand des NKP: 2012-02-08 Name: DOM MEŠTIANSKY              |
| BW   | Datei hochladen | Bürgerhaus(sk) ObjektID: 704-3025/0                            | Uhoľná ul. 21 Standort KG: Levoča Konskr.Nr.: 155     | prejazdový,nárožný                                    | Eckhaus, Passage | č. NKP: 704-3025/0 Stand des NKP: 2012-02-08 Name: DOM MEŠTIANSKY              |
| ja   | Datei hochladen | nordöstliche Bastion(sk) ObjektID: 704-2741/6                  | Vetrová ul. 0 Standort KG: Levoča Konskr.Nr.:         | hlavnej hradbovej línie                               | Hauptwehrlinie | č. NKP: 704-2741/6 Stand des NKP: 2012-02-08 Name: BAŠTA SEVEROVÝCHODNÁ        |
| ja   | Datei hochladen | Bürgerhaus(sk) ObjektID: 704-3050/0                            | Vetrová ul. 1 Standort KG: Levoča Konskr.Nr.: 122     | prejazdový,radový                                     | Reihenhaus, Passage                                                                                                 | č. NKP: 704-3050/0 Stand des NKP: 2012-02-08 Name: DOM MEŠTIANSKY              |
| ja   | Datei hochladen | Bürgerhaus(sk) ObjektID: 704-3051/0                            | Vetrová ul. 2 Standort KG: Levoča Konskr.Nr.: 123     | prejazdový,radový                                     | Reihenhaus, Passage                                                                                                 | č. NKP: 704-3051/0 Stand des NKP: 2012-02-08 Name: DOM MEŠTIANSKY              |
| ja   | Datei hochladen | Bürgerhaus(sk) ObjektID: 704-3052/0                            | Vetrová ul. 3 Standort KG: Levoča Konskr.Nr.: 124     | prajazdový,radový                                     | Reihenhaus, Passage                                                                                                 | č. NKP: 704-3052/0 Stand des NKP: 2012-02-08 Name: DOM MEŠTIANSKY              |
| ja   | Datei hochladen | Bürgerhaus(sk) ObjektID: 704-3053/0                            | Vetrová ul. 4 Standort KG: Levoča Konskr.Nr.: 125     | prejazdový,radový; Židovský dom                       | Reihenhaus, Passage, Haus Židovský                                                                                  | č. NKP: 704-3053/0 Stand des NKP: 2012-02-08 Name: DOM MEŠTIANSKY              |
| ja   | Datei hochladen | Bürgerhaus(sk) ObjektID: 704-3054/0                            | Vetrová ul. 5 Standort KG: Levoča Konskr.Nr.: 126     | prejazdový,radový                                     | Reihenhaus, Passage                                                                                                 | č. NKP: 704-3054/0 Stand des NKP: 2012-02-08 Name: DOM MEŠTIANSKY              |
| ja   | Datei hochladen | Bürgerhaus(sk) ObjektID: 704-2810/0                            | Vysoká ul. 1 Standort KG: Levoča Konskr.Nr.: 355      | priechodový+preja,nárožný; Evanjelická fara           | Eckhaus, Passage, evangelische Pfarrei                                                                              | č. NKP: 704-2810/0 Stand des NKP: 2012-02-08 Name: DOM MEŠTIANSKY              |
| BW   | Datei hochladen | Bürgerhaus(sk) ObjektID: 704-2811/0                            | Vysoká ul. 2 Standort KG: Levoča Konskr.Nr.: 356      | priechodový,radový                                    | Reihenhaus, Passage                                                                                                 | č. NKP: 704-2811/0 Stand des NKP: 2012-02-08 Name: DOM MEŠTIANSKY              |
| BW   | Datei hochladen | Bürgerhaus(sk) ObjektID: 704-2812/0                            | Vysoká ul. 3 Standort KG: Levoča Konskr.Nr.: 357      | priechodový,radový                                    | Reihenhaus, Passage                                                                                                 | č. NKP: 704-2812/0 Stand des NKP: 2012-02-08 Name: DOM MEŠTIANSKY              |
| BW   | Datei hochladen | Bürgerhaus(sk) ObjektID: 704-2813/0                            | Vysoká ul. 4 Standort KG: Levoča Konskr.Nr.: 358      | prejazdový,radový                                     | Reihenhaus, Passage                                                                                                 | č. NKP: 704-2813/0 Stand des NKP: 2012-02-08 Name: DOM MEŠTIANSKY              |
| BW   | Datei hochladen | Bürgerhaus(sk) ObjektID: 704-2814/0                            | Vysoká ul. 5 Standort KG: Levoča Konskr.Nr.: 359      | prejazdový,radový                                     | Reihenhaus, Passage                                                                                                 | č. NKP: 704-2814/0 Stand des NKP: 2012-02-08 Name: DOM MEŠTIANSKY              |
| BW   | Datei hochladen | Bürgerhaus(sk) ObjektID: 704-2815/0                            | Vysoká ul. 6 Standort KG: Levoča Konskr.Nr.: 360      | prejazdový,radový                                     | Reihenhaus, Passage                                                                                                 | č. NKP: 704-2815/0 Stand des NKP: 2012-02-08 Name: DOM MEŠTIANSKY              |
| BW   | Datei hochladen | Bürgerhaus(sk) ObjektID: 704-2816/0                            | Vysoká ul. 7 Standort KG: Levoča Konskr.Nr.: 361      | prejazdový,radový                                     | Reihenhaus, Passage                                                                                                 | č. NKP: 704-2816/0 Stand des NKP: 2012-02-08 Name: DOM MEŠTIANSKY              |
| BW   | Datei hochladen | Bürgerhaus(sk) ObjektID: 704-2817/0                            | Vysoká ul. 8 Standort KG: Levoča Konskr.Nr.: 362      | priechodový,radový                                    | Reihenhaus, Passage                                                                                                 | č. NKP: 704-2817/0 Stand des NKP: 2012-02-08 Name: DOM MEŠTIANSKY              |
| BW   | Datei hochladen | Bürgerhaus(sk) ObjektID: 704-2818/0                            | Vysoká ul. 9 Standort KG: Levoča Konskr.Nr.: 363      | priechodový,nárožný                                   | Eckhaus, Passage | č. NKP: 704-2818/0 Stand des NKP: 2012-02-08 Name: DOM MEŠTIANSKY              |
| BW   | Datei hochladen | Bürgerhaus(sk) ObjektID: 704-2819/0                            | Vysoká ul. 10 Standort KG: Levoča Konskr.Nr.: 364     | priechodový,nárožný                                   | Eckhaus, Passage | č. NKP: 704-2819/0 Stand des NKP: 2012-02-08 Name: DOM MEŠTIANSKY              |
| BW   | Datei hochladen | Bürgerhaus(sk) ObjektID: 704-2820/0                            | Vysoká ul. 11 Standort KG: Levoča Konskr.Nr.: 365     | prejazdový,radový                                     | Reihenhaus, Passage                                                                                                 | č. NKP: 704-2820/0 Stand des NKP: 2012-02-08 Name: DOM MEŠTIANSKY              |
| BW   | Datei hochladen | Bürgerhaus(sk) ObjektID: 704-2821/0                            | Vysoká ul. 12 Standort KG: Levoča Konskr.Nr.: 366     | priechodový,radový                                    | Reihenhaus, Passage                                                                                                 | č. NKP: 704-2821/0 Stand des NKP: 2012-02-08 Name: DOM MEŠTIANSKY              |
| BW   | Datei hochladen | Bürgerhaus(sk) ObjektID: 704-2822/0                            | Vysoká ul. 13 Standort KG: Levoča Konskr.Nr.: 367     | priechodový,radový                                    | Reihenhaus, Passage                                                                                                 | č. NKP: 704-2822/0 Stand des NKP: 2012-02-08 Name: DOM MEŠTIANSKY              |
| BW   | Datei hochladen | Bürgerhaus(sk) ObjektID: 704-2823/0                            | Vysoká ul. 14 Standort KG: Levoča Konskr.Nr.: 368     | prejazdový,radový                                     | Reihenhaus, Passage                                                                                                 | č. NKP: 704-2823/0 Stand des NKP: 2012-02-08 Name: DOM MEŠTIANSKY              |
| BW   | Datei hochladen | Bürgerhaus(sk) ObjektID: 704-2824/0                            | Vysoká ul. 15 Standort KG: Levoča Konskr.Nr.: 369     | prejazdový,radový                                     | Reihenhaus, Passage                                                                                                 | č. NKP: 704-2824/0 Stand des NKP: 2012-02-08 Name: DOM MEŠTIANSKY              |
| BW   | Datei hochladen | Bürgerhaus(sk) ObjektID: 704-2825/0                            | Vysoká ul. 16 Standort KG: Levoča Konskr.Nr.: 370     | priechodový,radový; dom s výškou                      | Reihenhaus, Passage                                                                                                 | č. NKP: 704-2825/0 Stand des NKP: 2012-02-08 Name: DOM MEŠTIANSKY              |
| BW   | Datei hochladen | Bürgerhaus(sk) ObjektID: 704-2826/0                            | Vysoká ul. 17 Standort KG: Levoča Konskr.Nr.: 371     | priechodový,radový                                    | Reihenhaus, Passage                                                                                                 | č. NKP: 704-2826/0 Stand des NKP: 2012-02-08 Name: DOM MEŠTIANSKY              |
| BW   | Datei hochladen | Bürgerhaus(sk) ObjektID: 704-2827/0                            | Vysoká ul. 18 Standort KG: Levoča Konskr.Nr.: 372     | prejazdový,radový                                     | Reihenhaus, Passage                                                                                                 | č. NKP: 704-2827/0 Stand des NKP: 2012-02-08 Name: DOM MEŠTIANSKY              |
| BW   | Datei hochladen | Bürgerhaus(sk) ObjektID: 704-2828/0                            | Vysoká ul. 19 Standort KG: Levoča Konskr.Nr.: 373     | prejazdový,radový                                     | Reihenhaus, Passage                                                                                                 | č. NKP: 704-2828/0 Stand des NKP: 2012-02-08 Name: DOM MEŠTIANSKY              |
| BW   | Datei hochladen | Bürgerhaus(sk) ObjektID: 704-2829/0                            | Vysoká ul. 20 Standort KG: Levoča Konskr.Nr.: 374     | sieňový+prejazdový,radový                             | Reihenhaus, Passage, Vorhof                                                                                         | č. NKP: 704-2829/0 Stand des NKP: 2012-02-08 Name: DOM MEŠTIANSKY              |
| BW   | Datei hochladen | Bürgerhaus(sk) ObjektID: 704-2830/0                            | Vysoká ul. 21 Standort KG: Levoča Konskr.Nr.: 375     | priechodový,radový                                    | Reihenhaus, Passage                                                                                                 | č. NKP: 704-2830/0 Stand des NKP: 2012-02-08 Name: DOM MEŠTIANSKY              |
| BW   | Datei hochladen | Bürgerhaus(sk) ObjektID: 704-2831/0                            | Vysoká ul. 22 Standort KG: Levoča Konskr.Nr.: 376     | prejazdový,radový                                     | Reihenhaus, Passage                                                                                                 | č. NKP: 704-2831/0 Stand des NKP: 2012-02-08 Name: DOM MEŠTIANSKY              |
| BW   | Datei hochladen | Bürgerhaus(sk) ObjektID: 704-2832/0                            | Vysoká ul. 23 Standort KG: Levoča Konskr.Nr.: 377     | prejazdový,nárožný                                    | Eckhaus, Passage | č. NKP: 704-2832/0 Stand des NKP: 2012-02-08 Name: DOM MEŠTIANSKY              |
| BW   | Datei hochladen | Bürgerhaus(sk) ObjektID: 704-2833/0                            | Vysoká ul. 24 Standort KG: Levoča Konskr.Nr.: 378     | priechodový,nárožný                                   | Eckhaus, Passage | č. NKP: 704-2833/0 Stand des NKP: 2012-02-08 Name: DOM MEŠTIANSKY              |
| BW   | Datei hochladen | Bürgerhaus(sk) ObjektID: 704-2835/0                            | Vysoká ul. 26 Standort KG: Levoča Konskr.Nr.: 380     | prejazdový,radový; dom s výškou                       | Reihenhaus, Passage                                                                                                 | č. NKP: 704-2835/0 Stand des NKP: 2012-02-08 Name: DOM MEŠTIANSKY              |
| BW   | Datei hochladen | Bürgerhaus(sk) ObjektID: 704-2836/0                            | Vysoká ul. 27 Standort KG: Levoča Konskr.Nr.: 381     | prejazdový,radový                                     | Reihenhaus, Passage                                                                                                 | č. NKP: 704-2836/0 Stand des NKP: 2012-02-08 Name: DOM MEŠTIANSKY              |
| BW   | Datei hochladen | Bürgerhaus(sk) ObjektID: 704-2837/0                            | Vysoká ul. 28 Standort KG: Levoča Konskr.Nr.: 382     | prejazdový,radový                                     | Reihenhaus, Passage                                                                                                 | č. NKP: 704-2837/0 Stand des NKP: 2012-02-08 Name: DOM MEŠTIANSKY              |
| BW   | Datei hochladen | Bürgerhaus(sk) ObjektID: 704-2838/0                            | Vysoká ul. 29 Standort KG: Levoča Konskr.Nr.: 383     | prejazdový,radový                                     | Reihenhaus, Passage                                                                                                 | č. NKP: 704-2838/0 Stand des NKP: 2012-02-08 Name: DOM MEŠTIANSKY              |
| BW   | Datei hochladen | Bürgerhaus(sk) ObjektID: 704-2839/0                            | Vysoká ul. 30 Standort KG: Levoča Konskr.Nr.: 384     | priechodový,radový                                    | Reihenhaus, Passage                                                                                                 | č. NKP: 704-2839/0 Stand des NKP: 2012-02-08 Name: DOM MEŠTIANSKY              |
| BW   | Datei hochladen | Bürgerhaus(sk) ObjektID: 704-2840/0                            | Vysoká ul. 31 Standort KG: Levoča Konskr.Nr.: 385     | prejazdový,radový                                     | Reihenhaus, Passage                                                                                                 | č. NKP: 704-2840/0 Stand des NKP: 2012-02-08 Name: DOM MEŠTIANSKY              |
| BW   | Datei hochladen | Bürgerhaus(sk) ObjektID: 704-2841/0                            | Vysoká ul. 32 Standort KG: Levoča Konskr.Nr.: 386     | priechodový,radový                                    | Reihenhaus, Passage                                                                                                 | č. NKP: 704-2841/0 Stand des NKP: 2012-02-08 Name: DOM MEŠTIANSKY              |
| BW   | Datei hochladen | Bürgerhaus(sk) ObjektID: 704-2842/1                            | Vysoká ul. 33 Standort KG: Levoča Konskr.Nr.: 387     | prejazdový,radový; dom s výškou                       | Reihenhaus, Passage                                                                                                 | č. NKP: 704-2842/1 Stand des NKP: 2012-02-08 Name: DOM MEŠTIANSKY I.           |
| BW   | Datei hochladen | Bürgerhaus(sk) ObjektID: 704-2842/2                            | Vysoká ul. 34 Standort KG: Levoča Konskr.Nr.: 388     | prejazdový,radový; dom s výškou                       | Reihenhaus, Passage                                                                                                 | č. NKP: 704-2842/2 Stand des NKP: 2012-02-08 Name: DOM MEŠTIANSKY II.          |
| BW   | Datei hochladen | Bürgerhaus(sk) ObjektID: 704-2844/0                            | Vysoká ul. 35 Standort KG: Levoča Konskr.Nr.: 389     | prejazdový,radový                                     | Reihenhaus, Passage                                                                                                 | č. NKP: 704-2844/0 Stand des NKP: 2012-02-08 Name: DOM MEŠTIANSKY              |
| BW   | Datei hochladen | Bürgerhaus(sk) ObjektID: 704-2845/0                            | Vysoká ul. 36 Standort KG: Levoča Konskr.Nr.: 390     | prejazdový,radový; dom s výškou                       | Reihenhaus, Passage                                                                                                 | č. NKP: 704-2845/0 Stand des NKP: 2012-02-08 Name: DOM MEŠTIANSKY              |
| BW   | Datei hochladen | Bürgerhaus(sk) ObjektID: 704-2846/0                            | Vysoká ul. 37 Standort KG: Levoča Konskr.Nr.: 391     | prejazdový,radový; dom s výškou                       | Reihenhaus, Passage                                                                                                 | č. NKP: 704-2846/0 Stand des NKP: 2012-02-08 Name: DOM MEŠTIANSKY              |
| BW   | Datei hochladen | Bürgerhaus(sk) ObjektID: 704-2847/0                            | Vysoká ul. 38 (A) Standort KG: Levoča Konskr.Nr.: 392 | prejazdový,radový                                     | Reihenhaus, Passage                                                                                                 | č. NKP: 704-2847/0 Stand des NKP: 2012-02-08 Name: DOM MEŠTIANSKY              |
| BW   | Datei hochladen | Bürgerhaus(sk) ObjektID: 704-2848/0                            | Vysoká ul. 60 Standort KG: Levoča Konskr.Nr.: 414     | priechodový,radový                                    | Reihenhaus, Passage                                                                                                 | č. NKP: 704-2848/0 Stand des NKP: 2012-02-08 Name: DOM MEŠTIANSKY              |
| BW   | Datei hochladen | Bürgerhaus(sk) ObjektID: 704-2849/0                            | Vysoká ul. 61 Standort KG: Levoča Konskr.Nr.: 415     | priechodový,nárožný                                   | Reihenhaus, Passage                                                                                                 | č. NKP: 704-2849/0 Stand des NKP: 2012-02-08 Name: DOM MEŠTIANSKY              |
| BW   | Datei hochladen | Bürgerhaus(sk) ObjektID: 704-2851/0                            | Vysoká ul. 67 Standort KG: Levoča Konskr.Nr.: 421     | radový                                                | Reihenhaus | č. NKP: 704-2851/0 Stand des NKP: 2012-02-08 Name: DOM MEŠTIANSKY              |
| BW   | Datei hochladen | Bürgerhaus(sk) ObjektID: 704-2852/0                            | Vysoká ul. 68 Standort KG: Levoča Konskr.Nr.: 422     | priechodový,radový                                    | Reihenhaus, Passage                                                                                                 | č. NKP: 704-2852/0 Stand des NKP: 2012-02-08 Name: DOM MEŠTIANSKY              |
| BW   | Datei hochladen | Bürgerhaus(sk) ObjektID: 704-2853/0                            | Vysoká ul. 69 Standort KG: Levoča Konskr.Nr.: 423     | priechodový,radový                                    | Reihenhaus, Passage                                                                                                 | č. NKP: 704-2853/0 Stand des NKP: 2012-02-08 Name: DOM MEŠTIANSKY              |
| BW   | Datei hochladen | Bürgerhaus(sk) ObjektID: 704-2854/0                            | Vysoká ul. 70 Standort KG: Levoča Konskr.Nr.: 424     | priechodový,radový; dom s výškou                      | Reihenhaus, Passage                                                                                                 | č. NKP: 704-2854/0 Stand des NKP: 2012-02-08 Name: DOM MEŠTIANSKY              |
| BW   | Datei hochladen | Bürgerhaus(sk) ObjektID: 704-2855/0                            | Vysoká ul. 71 Standort KG: Levoča Konskr.Nr.: 425     | priechodový,radový; dom s výškou                      | Reihenhaus, Passage                                                                                                 | č. NKP: 704-2855/0 Stand des NKP: 2012-02-08 Name: DOM MEŠTIANSKY              |
| BW   | Datei hochladen | Bürgerhaus(sk) ObjektID: 704-2856/0                            | Vysoká ul. 72 Standort KG: Levoča Konskr.Nr.: 426     | priechodový,radový                                    | Reihenhaus, Passage                                                                                                 | č. NKP: 704-2856/0 Stand des NKP: 2012-02-08 Name: DOM MEŠTIANSKY              |
| BW   | Datei hochladen | Bürgerhaus(sk) ObjektID: 704-2857/0                            | Vysoká ul. 73 Standort KG: Levoča Konskr.Nr.: 427     | prejazdový,radový                                     | Reihenhaus, Passage                                                                                                 | č. NKP: 704-2857/0 Stand des NKP: 2012-02-08 Name: DOM MEŠTIANSKY              |
| BW   | Datei hochladen | Bürgerhaus(sk) ObjektID: 704-2858/0                            | Vysoká ul. 74 Standort KG: Levoča Konskr.Nr.: 428     | priechodový,radový; dom s výškou                      | Reihenhaus, Passage                                                                                                 | č. NKP: 704-2858/0 Stand des NKP: 2012-02-08 Name: DOM MEŠTIANSKY              |
| BW   | Datei hochladen | Bürgerhaus(sk) ObjektID: 704-2859/0                            | Vysoká ul. 75 Standort KG: Levoča Konskr.Nr.: 429     | priechodový,radový; dom s výškou                      | Reihenhaus, Passage                                                                                                 | č. NKP: 704-2859/0 Stand des NKP: 2012-02-08 Name: DOM MEŠTIANSKY              |
| BW   | Datei hochladen | Bürgerhaus(sk) ObjektID: 704-2860/0                            | Vysoká ul. 76 Standort KG: Levoča Konskr.Nr.: 430     | sieňový,radový; dom gen.Kunu                          | Reihenhaus, Vorhof, Haus der Familie Kunu                                                                           | č. NKP: 704-2860/0 Stand des NKP: 2012-02-08 Name: DOM MEŠTIANSKY              |
| BW   | Datei hochladen | Bürgerhaus(sk) ObjektID: 704-2861/0                            | Vysoká ul. 77 Standort KG: Levoča Konskr.Nr.: 431     | priechodový,radový                                    | Reihenhaus, Passage                                                                                                 | č. NKP: 704-2861/0 Stand des NKP: 2012-02-08 Name: DOM MEŠTIANSKY              |
| ja   | Datei hochladen | Bürgerhaus(sk) ObjektID: 704-2862/0                            | Vysoká ul. 78 Standort KG: Levoča Konskr.Nr.: 432     | chodbový,nárožný                                      | Eckhaus, Passage | č. NKP: 704-2862/0 Stand des NKP: 2012-02-08 Name: DOM MEŠTIANSKY              |
| ja   | Datei hochladen | Bürgerhaus(sk) ObjektID: 704-2923/2                            | Vysoká ul. 79 Standort KG: Levoča Konskr.Nr.: 1875    | nárožný                                               | Eckhaus | č. NKP: 704-2923/2 Stand des NKP: 2012-02-08 Name: DOM MEŠTIANSKY              |
|      | Datei hochladen | Gebäude in regionaltypischem Baustil(sk) ObjektID: 704-11068/1 | 6 KG: Závada Konskr.Nr.: 6                            | zrubový                                               | | č. NKP: 704-11068/1 Stand des NKP: 2012-02-08 Name: DOM ĽUDOVÝ                 |
|      | Datei hochladen | Scheune(sk) ObjektID: 704-11068/2                              | 6 KG: Závada Konskr.Nr.: 6                            | zrubová                                               | | č. NKP: 704-11068/2 Stand des NKP: 2012-02-08 Name: STODOLA                    |
|      | Datei hochladen | Getreidespeicher(sk) ObjektID: 704-11068/4                     | 6 KG: Závada Konskr.Nr.: 6                            | zrubová                                               | | č. NKP: 704-11068/4 Stand des NKP: 2012-02-08 Name: SÝPKA                      |

## Legende
Die Tabelle enthält im Einzelnen folgende Informationen:
| Foto:                    | Fotografie des Denkmals. |
| Denkmal / č. ÚZPF:       | Die Übersetzung der Bezeichnung des Denkmals, wie sie vom Slowakischen Denkmalamt (Pamiatkový úrad Slovenskej republiky) verwendet wird. Die Originalbezeichnung ist unter dem Fragezeichen angegeben. Fehlt die Übersetzung, so wird die Originalbezeichnung direkt angezeigt. Weiters ist die Objekt-Identifikationsnummer (Objekt ID) angeführt. Sie ist die offizielle, in der Slowakei eindeutige Nummer č. ÚZPF inklusive der zugehörigen Zählnummer, wie sie in den Daten des Denkmalamtes angegeben wird. Da diese nur innerhalb eines Landkreises gezählt wird, ist dessen Nummer der Denkmalnummer vorangestellt. |
| Standort:                | Wenn in der Liste vorhanden, ist die Adresse angegeben. In Klammern kann sich noch eine zusätzliche Adresse befinden, wenn es beispielsweise ein Eckhaus ist. Bei freistehenden Objekten ohne Adresse (zum Beispiel bei Bildstöcken) ist eine Adresse angegeben, die in der Nähe des Objekts liegt. Durch Aufruf des Links Standort wird die Lage des Denkmals in verschiedenen Kartenprojekten angezeigt. Darunter sind die Katastralgemeinde (KG) und, wenn vorhanden, die Konskriptionsnummer (Konskr. Nr.) angegeben.                                                                                                   |
| Offizielle Beschreibung: | Es ist die Kurzbeschreibung auf Slowakisch, wie sie in den offiziellen Listen angegeben ist, eingetragen. |
| Beschreibung:            | Kurze Angaben zum Denkmal auf Deutsch. |
| Metadaten:               | Zusätzlich werden, wenn in den persönlichen Einstellungen das Helferlein Dauerhaftes Einblenden von Metadaten aktiviert ist, ebensolche angezeigt. |

- Karte mit allen Koordinaten:
- OSM |
- WikiMap